# Saint-André-et-Appelles
Saint-André-et-Appelles (okzitanisch: Sant Andrieu e Apèla) ist eine französische Gemeinde mit 670 Einwohnern (Stand: 1. Januar 2022) im Département Gironde in der Region Nouvelle-Aquitaine. Die Gemeinde gehört zum Arrondissement Libourne und zum Kanton Le Réolais et Les Bastides. Die Einwohner werden Pineuilhais genannt.

## Geografie
Saint-André-et-Appelles liegt etwa 17 Kilometer westlich von Bergerac. Die Dordogne begrenzt die Gemeinde im Norden. Umgeben wird Saint-André-et-Appelles von den Nachbargemeinden Port-Sainte-Foy-et-Ponchapt im Norden und Nordosten, Pineuilh im Osten und Nordosten, La Roquille im Südosten, Les Lèves-et-Thoumeyragues im Süden, Saint-Quentin-de-Caplong im Südwesten sowie Eynesse im Westen und Nordwesten.

## Bevölkerungsentwicklung
| Jahr                       | 1962 | 1968 | 1975 | 1982 | 1990 | 1999 | 2006 | 2017 |
| Einwohner                  | 527  | 532  | 583  | 607  | 667  | 686  | 676  | 686  |
| Quellen: Cassini und INSEE |      |      |      |      |      |      |      |      |

## Sehenswürdigkeiten
- Kirche Saint-André aus dem 16. Jahrhundert

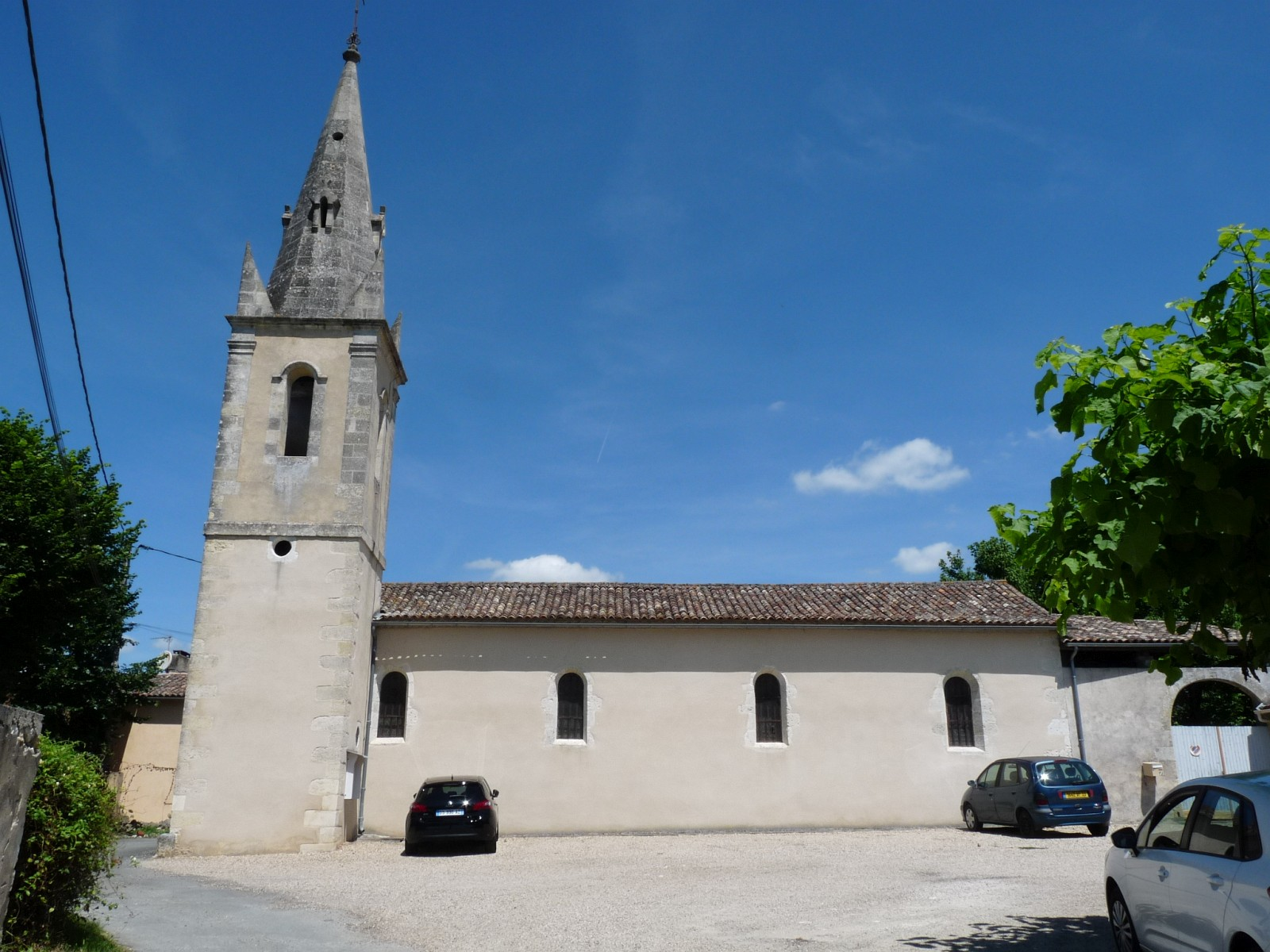
Kirche Saint-André

- Kapelle von Appelles

## Gemeindepartnerschaft
Mit der belgischen Ortschaft Tourpes in der Gemeinde Leuze-en-Hainaut in Wallonien besteht eine Partnerschaft.